# Europees kampioenschap voetbal 2020 (Groep F) Hongarije - Portugal
Dit artikel gaat over de wedstrijd in de groepsfase in Groep F tussen Hongarije en Portugal die gespeeld werd op dinsdag 15 juni 2021 in het Puskás Aréna te Boedapest tijdens het Europees kampioenschap voetbal 2020. Het duel was de elfde wedstrijd van het toernooi.

## Voorafgaand aan de wedstrijd
- Hongarije stond voorafgaand aan dit toernooi op de 37ste plaats van de FIFA-wereldranglijst.[1] Negentien Europese landen en achttien EK-deelnemers stonden boven Hongarije op die lijst. Portugal stond op de vijfde plaats van de FIFA-wereldranglijst.[2] Drie Europese landen en EK-deelnemers stonden boven Portugal op die lijst.
- Voorafgaand aan deze wedstrijd troffen Hongarije en Portugal elkaar al dertien keer. Portugal zegevierde negenmaal, vier keer eindigde de wedstrijd onbeslist en Hongarije had Portugal nog nooit verslagen. Twee keer eerder vond deze ontmoeting plaats op een groot eindtoernooi, op het WK 1966 (3–1 zege Portugal) en het EK 2016 (3–3).
- Voor Portugal was dit haar achtste deelname aan het Europees kampioenschap en de zevende op rij sinds het EK 1996. Hongarije nam voor de vierde keer deel aan het Europees kampioenschap en daarmee voor de tweede achtereenvolgende keer.

## Wedstrijdgegevens[3]
| Datum                  | 15 juni 2021                                                                                | 15 juni 2021                                                                                |
| Wedstrijdnummer        | 11                                                                                          | 11                                                                                          |
| Stadion                | Puskás Aréna, Boedapest                                                                     | Puskás Aréna, Boedapest                                                                     |
| Toeschouwers           | 55.662                                                                                      | 55.662                                                                                      |
| Scheidsrechter         | Cüneyt Çakır                                                                                | Cüneyt Çakır                                                                                |
| Assistenten            | Bahattin Duran Tarik Ongun                                                                  | Bahattin Duran Tarik Ongun                                                                  |
| Vierde official        | Sandro Schärer                                                                              | Sandro Schärer                                                                              |
| Videoscheidsrechters   | Massimiliano Irrati Paolo Valeri (assistent) Filippo Meli (assistent) Paweł Gil (assistent) | Massimiliano Irrati Paolo Valeri (assistent) Filippo Meli (assistent) Paweł Gil (assistent) |
| Man van de wedstrijd   | Cristiano Ronaldo                                                                           | Cristiano Ronaldo                                                                           |
|                        | Hongarije                                                                                   | Portugal                                                                                    |
| Doelpunten             | 0                                                                                           | 3                                                                                           |
| Gele kaarten           | 2                                                                                           | 1                                                                                           |
| Rode kaarten           | 0                                                                                           | 0                                                                                           |
| Wissels                | 5                                                                                           | 4                                                                                           |
| Schoten op doel        | 3                                                                                           | 7                                                                                           |
| Schoten naast doel     | 2                                                                                           | 4                                                                                           |
| Overtredingen          | 10                                                                                          | 15                                                                                          |
| Hoekschoppen           | 0                                                                                           | 6                                                                                           |
| Buitenspel             | 2                                                                                           | 1                                                                                           |
| Passnauwkeurigheid (%) | 78                                                                                          | 89                                                                                          |
| Balbezit (%)           | 35                                                                                          | 65                                                                                          |

| Hongarije | 0 – 3           | Portugal |
| | goals (assists) | 84' Raphaël Guerreiro (Rafa Silva) 87' (pen.) Cristiano Ronaldo 90+2' Cristiano Ronaldo (Rafa Silva)                                                             |
| Marco Rossi | bondscoach      | Fernando Santos |
| Péter Gulácsi Endre Botka Willi Orban Attila Szalai Gergő Lovrencsics László Kleinheisler 78' Ádám Nagy 88' András Schäfer 65' Attila Fiola 88' Ádám Szalai Roland Sallai 77' | opstellingen    | Rui Patrício Nélson Semedo Rúben Dias Pepe Raphaël Guerreiro Danilo 81' William Carvalho 89' Bruno Fernandes Cristiano Ronaldo 81' Diogo Jota 71' Bernardo Silva |
| Loïc Nego 65' Szabolcs Schön 77' Dávid Sigér 78' Kevin Varga 88' Roland Varga 88'                                                                                             | wissels         | 71' Rafa Silva 81' Renato Sanches 81' André Silva 89' João Moutinho                                                                                              |
| Loïc Nego 80' Willi Orban 86' | gele kaarten    | 38' Rúben Dias |
| | rode kaarten    | |

## Trivia
- De Portugese aanvoerder Cristiano Ronaldo pakte gedurende deze wedstrijden meerdere records. Hij werd de eerste speler die op vijf verschillende EK's in actie kwam en bovendien de eerste speler die op vijf verschillende EK's trefzeker was. Met zijn tiende en elfde EK-treffers van zijn carrière passeerde hij ook Michel Platini als topscoorder aller tijden op het EK.[4]